# Stabsarzt (Wehrmacht)
Stabsarzt (dobesedno nemško Štabni zdravnik) je bil specialistični častniški čin za pripadnike Sanitetnega častniškega korpusa Wehrmachta, ki pa je bil nasleden preko Reichswehra od Kaiserliche Heera. Ustrezal je činu stotnika.
Nadrejen je bil činu Oberarzta in bil podrejen činu Oberstabsarzta.

## Oznaka čina
Oznaka čina, ki je bila enaka kot za preostale, razen da je bila podlaga oz. obroba temnomodre barve in da so na naramenski oznaki imeli še Eskulapovo palico, je bila sestavljena iz:
- naovratna oznaka čina (t. i. Litzen) je bila enaka za vse častnike in sicer dve ob strani povezani črti, pri čemer se je razlikovala barva podlage glede na rod oz. službo;
- naramenska oznaka čina je bila sestavljena iz štirih vrvic, ki so bile pritrjene na črno podlago v obliki U in dveh zvezde, pri čemer se je barva obrobne vrvice različna glede na rod oz. službo;
- narokavna oznaka čina (na zgornjem delu rokava) za maskirno uniformo je bila sestavljena iz treh zelenih črt in enega para stiliziranih hrastovih listov na črni podlagi.

Galerija
- Naovratna oznaka čina
- Naramenska oznaka čina
- Narokavna oznaka čina

Na bojišču pa so sanitetni častniki nosili tudi standarni narokavni trak Rdečega križa.